# Nedda
Nedda – opowiadanie Giovanniego Vergi opublikowane po raz pierwszy w 1874. Weszło następnie w skład tomu Życie wśród pól. Jego napisanie uważa się za moment przełomowy w twórczości Vergi.

## Okoliczności powstania utworu
Przed napisaniem Neddy Giovanni Verga poruszał w swoich utworach przede wszystkim tematykę „salonową”, pisząc o życiu arystokracji i mieszczan i tworząc w konwencji popularnego melodramatu. Opowiadanie to jest pierwszym w jego dorobku tekstem, w którym autor przedstawiał mu współczesną sobie Sycylię (z której sam pochodził) i żyjących na niej chłopów. Realia sycylijskie były pisarzowi doskonale znane, gdyż nie tylko pamiętał je z młodości, ale również regularnie odwiedzał wyspę po swojej przeprowadzce do Mediolanu w 1872. Zdaniem Żaboklickiego podjęcie zupełnie nowej problematyki wynikało z niezadowolenia autora ze swoich wcześniejszych utworów – pisarz nie wskazał w swojej korespondencji żadnej innej przyczyny. Verga po raz pierwszy również stworzył nie powieść, ale opowiadanie.
Początkowo pisarz nie traktował Neddy jako poważnego przedsięwzięcia literackiego i był zdania, że powstały utwór reprezentuje niski poziom.

## Treść
Akcja utworu dzieje się na sycylijskiej wsi. Tytułowa bohaterka, młoda chłopka Nedda, żyje w nędzy. By zarobić na utrzymanie swoje i chorej matki, najmuje się u zamożnych gospodarzy do najcięższych prac. Otrzymuje najniższą płacę, jednak przez nieśmiałość i wrażliwość nie skarży się i żyje pogodzona z losem. Po śmierci matki Nedda zakochuje się w chłopie Janu. Razem najmują się do pracy w gospodarstwie, którego właściciel oferuje pracownikom wyższe płace, planują ślub i wspólną przyszłość. Wkrótce dziewczyna zachodzi w ciążę, przez co miejscowa społeczność odtrąca ją. Janu choruje na febrę, jednak mimo to udaje się do pracy; w rezultacie ginie wskutek upadku z drzewa. Sytuacja materialna Neddy jeszcze się pogarsza, gdyż będąc w zaawansowanej ciąży dziewczyna nie może pracować fizycznie. Ostatecznie rodzi słabą i chorowitą dziewczynkę, która szybko umiera z głodu i wycieńczenia. Po śmierci córeczki Nedda dziękuje Maryi Pannie, że jej dziecko zmarło, zanim dorosło i zaczęło cierpieć tak, jak ona.

## Cechy utworu
Wymowa Neddy nacechowana jest humanitaryzmem i filantropią, jakie były obecne już w starszych utworach o tematyce wiejskiej powstających w XIX w. w romantycznej literaturze włoskiej, jak również znanej we Włoszech literaturze francuskiej. Bohaterka utworu jest uosobieniem cnoty: z pokorą znosi śmierć kolejnych bliskich osób, żadne tragiczne wydarzenie nie skłania jej do buntu. Nedda godzi się także z uciskiem ekonomicznym, bez szemrania zgadzając się na niską płacę czy pozbawianie dniówek z powodu złej pogody uniemożliwiającej pracę. Postawa ta jest zresztą powszechna u przedstawionych w dziele chłopów, którzy również obojętnie przyglądają się cudzym nieszczęściom. Narrator utworu wyraźnie przejawia współczucie dla bohaterki. Wędrującą nocą do domu Neddę opisuje jako kózkę czy biedną mrówkę, surowo ocenia proboszcza, który potępił dziewczynę za pozamałżeński związek. Podkreśla, że Nedda była piękna, a jedynie przez nędzę i ciężką pracę straciła naturalny wdzięk.
Istotnym elementem utworu jest precyzyjny opis warunków życia i pracy na Sycylii, które były całkowicie nieznane pierwszym, mediolańskim odbiorcom opowiadania. W dziele podane zostały szczegółowe informacje o czasie trwania pracy robotnika rolnego i otrzymywanej przez niego zapłacie, warunkach zakwaterowania i relacjach między pracownikami najemnymi a gospodarzami.
Nedda została pierwszy raz opublikowana na łamach jednego z pism mediolańskich w połowie 1874.